# Sphaerodes
Sphaerodes es un  género de coleópteros adéfagos de la familia Carabidae.

## Especies
Comprende las siguientes especies:
- Sphaerodes camerunus Basilewsky, 1951
- Sphaerodes gracilior Alluaud, 1917
- Sphaerodes impunctatus Bates, 1886
- Sphaerodes striatus (Dejean, 1831)